# Edenilson
Edenilson Andrade dos Santos (Porto Alegre, 18 de dezembro de 1989) é um futebolista brasileiro que atua como volante. Atualmente, joga pelo Grêmio.

## Carreira

### Caxias
Sua estreia como profissional pelo Caxias aconteceu no Campeonato Gaúcho de 2009, quando entrou na segunda etapa da partida frente ao Veranópolis, no dia 22 de janeiro. No segundo semestre daquele ano, na vitória por 3 a 1 no clássico Ca-Ju válido pela Copa FGF, Edenilson marcou o primeiro gol da sua carreira.
No dia 16 de maio de 2011, o jogador recebeu o prêmio de melhor segundo volante do Campeonato Gaúcho.

### Corinthians
Foi anunciado como reforço do Corinthians no dia 10 de maio de 2011, chegando para a disputa do Campeonato Brasileiro. Logo em sua primeira temporada sagrou-se campeão nacional, sendo peça fundamental no elenco corintiano e reserva imediato do destaque do time, o volante Paulinho.
Edenilson marcou seu primeiro gol pelo clube paulista no dia 10 de outubro de 2012, em uma vitória de virada por 3 a 2 contra o Flamengo, válida pelo Campeonato Brasileiro.
O jogador chegou ao centésimo jogo pelo Timão no dia 21 de julho de 2013, contra o Atlético Paranaense, pelo Campeonato Brasileiro.

### Udinese e Genoa
Em 20 de janeiro de 2014, o Corinthians aceitou o valor de 3,5 milhões de euros (cerca de R$ 11,1 milhões) oferecido pela Udinese, e Edenilson foi liberado para assinar com o clube italiano. O jogador, a princípio, foi emprestado ao Genoa, retornando para a Udinese em 7 de julho de 2015.

### Internacional
Em 30 de março de 2017, Edenilson foi adquirido por empréstimo da Udinese ao Internacional. O meio-campista teve bastante destaque logo nas primeiras partidas, o que o fez virar titular absoluto ao lado de Rodrigo Dourado.
No dia 11 de julho de 2018, o volante foi comprado pelo Internacional em um negócio definitivo.
Edenilson foi, por dois anos consecutivos, incluído na seleção do Campeonato Brasileiro, nas edições de 2020 e 2021. Suas ótimas atuações com a equipe colorada durante essas temporadas renderam duas convocações para a Seleção Brasileira.
O meio-campista renovou seu contrato com o Internacional em 2020, posteriormente formalizando um novo vínculo em 4 de fevereiro de 2022, válido por três temporadas.
Em 1 de outubro de 2022, numa partida válida pelo Brasileirão contra o Santos, Edenilson completou 300 jogos (276 como titular, 47 gols e 30 assistências) com a camisa do Internacional. No total nessa temporada, atuou em 53 partidas, marcou 10 gols e deu seis assistências. Foi o artilheiro anual do Inter, que terminou como vice-campeão brasileiro com Mano Menezes no comando técnico.
O jogador deixou o Inter acumulando 306 partidas, com 48 gols marcados e 32 assistências distribuídas. Foi titular em quase 92% do período.

### Atlético Mineiro
Em dezembro de 2022, Edenilson assinou com o Atlético Mineiro. A negociação foi fechada pelo clube mineiro por R$ 6 milhões. O volante realizou sua estreia com a camisa do Galo no dia 21 de janeiro de 2023, na vitória por 2 a 1 sobre a Caldense (dois gols de Hulk), em partida válida pela primeira rodada do Campeonato Mineiro.

### Grêmio
Sem espaço no Atlético Mineiro, Edenilson foi anunciado como reforço do Grêmio no dia 19 de abril de 2024, assinando contrato até o final de 2025. Estreou pela equipe no dia 27 de abril, sendo titular na derrota por 1 a 0 para o Bahia, fora de casa, válida pelo Campeonato Brasileiro. Em 13 de junho de 2024, o Grêmio enfrentou o Flamengo no Maracanã e saiu derrotado no Brasileirão. Com o placar final de 2 a 1. O gol de honra do Tricolor veio nos acréscimos do segundo tempo, assinalado por Edenilson sendo o primeiro com a camisa gremista.

## Seleção Nacional
No dia 26 de agosto de 2021, aos 31 anos e após boas atuações pelo Internacional, Edenilson foi convocado pela primeira vez para a Seleção Brasileira, sendo chamado por Tite para as partidas de setembro das Eliminatórias da Copa do Mundo.
O jogador estreou na vitória por 2 a 0 contra o Peru, no dia 9 de setembro.

## Estatísticas

### Clubes
Abaixo estão listados todos os jogos, gols e assistências do futebolista por clubes.
| Clube         | Temporada | Campeonato nacional | Campeonato nacional | Campeonato nacional | Copa nacional[a] | Copa nacional[a] | Copa nacional[a] | Competições continentais[b] | Competições continentais[b] | Competições continentais[b] | Outros torneios[c] | Outros torneios[c] | Outros torneios[c] | Total | Total | Total   |
| Clube         | Temporada | Jogos               | Gols                | Assist.             | Jogos            | Gols             | Assist.          | Jogos                       | Gols                        | Assist.                     | Jogos              | Gols               | Assist.            | Jogos | Gols  | Assist. |
| ------------- | --------- | ------------------- | ------------------- | ------------------- | ---------------- | ---------------- | ---------------- | --------------------------- | --------------------------- | --------------------------- | ------------------ | ------------------ | ------------------ | ----- | ----- | ------- |
| Caxias        | 2009      | 5                   | 0                   | 0                   | —                | —                | —                | —                           | —                           | —                           | 8                  | 0                  | 0                  | 12    | 0     | 0       |
| Caxias        | 2010      | 8                   | 1                   | 0                   | —                | —                | —                | —                           | —                           | —                           | 16                 | 2                  | 0                  | 24    | 3     | 0       |
| Caxias        | 2011      | —                   | —                   | —                   | 4                | 0                | 0                | —                           | —                           | —                           | 17                 | 0                  | 0                  | 21    | 0     | 0       |
| Caxias        | Total     | 13                  | 1                   | 0                   | 4                | 0                | 0                | 0                           | 0                           | 0                           | 41                 | 2                  | 0                  | 58    | 3     | 0       |
| Corinthians   | 2011      | 26                  | 0                   | 1                   | —                | —                | —                | 0                           | 0                           | 0                           | 1                  | 0                  | 0                  | 27    | 0     | 1       |
| Corinthians   | 2012      | 23                  | 2                   | 4                   | —                | —                | —                | 7                           | 0                           | 2                           | 15                 | 0                  | 0                  | 45    | 2     | 6       |
| Corinthians   | 2013      | 36                  | 0                   | 3                   | 4                | 0                | 0                | 6                           | 1                           | 0                           | 16                 | 1                  | 0                  | 62    | 2     | 3       |
| Corinthians   | 2014      | 0                   | 0                   | 0                   | 0                | 0                | 0                | 0                           | 0                           | 0                           | 1                  | 0                  | 0                  | 1     | 0     | 0       |
| Corinthians   | Total     | 85                  | 2                   | 8                   | 4                | 0                | 0                | 13                          | 1                           | 2                           | 33                 | 1                  | 0                  | 135   | 4     | 10      |
| Genoa         | 2014–15   | 30                  | 0                   | 6                   | 1                | 0                | 0                | —                           | —                           | —                           | —                  | —                  | —                  | 31    | 0     | 6       |
| Genoa         | Total     | 30                  | 0                   | 6                   | 1                | 0                | 0                | 0                           | 0                           | 0                           | 0                  | 0                  | 0                  | 31    | 0     | 6       |
| Udinese       | 2015–16   | 29                  | 0                   | 0                   | 1                | 1                | 0                | —                           | —                           | —                           | —                  | —                  | —                  | 30    | 1     | 0       |
| Udinese       | 2016–17   | 0                   | 0                   | 0                   | 0                | 0                | 0                | —                           | —                           | —                           | —                  | —                  | —                  | 0     | 0     | 0       |
| Udinese       | Total     | 29                  | 0                   | 0                   | 1                | 1                | 0                | 0                           | 0                           | 0                           | 0                  | 0                  | 0                  | 30    | 1     | 0       |
| Genoa         | 2016–17   | 16                  | 0                   | 3                   | 1                | 0                | 0                | —                           | —                           | —                           | —                  | —                  | —                  | 17    | 0     | 3       |
| Genoa         | Total     | 16                  | 0                   | 3                   | 1                | 0                | 0                | 0                           | 0                           | 0                           | 0                  | 0                  | 0                  | 17    | 0     | 3       |
| Internacional | 2017      | 31                  | 1                   | 3                   | 2                | 0                | 0                | 0                           | 0                           | 0                           | 6                  | 0                  | 0                  | 39    | 1     | 3       |
| Internacional | 2018      | 33                  | 3                   | 5                   | 5                | 2                | 0                | 0                           | 0                           | 0                           | 9                  | 0                  | 0                  | 47    | 5     | 5       |
| Internacional | 2019      | 30                  | 5                   | 2                   | 8                | 2                | 0                | 9                           | 1                           | 0                           | 11                 | 0                  | 1                  | 58    | 8     | 3       |
| Internacional | 2020      | 33                  | 6                   | 5                   | 4                | 0                | 1                | 8                           | 0                           | 0                           | 9                  | 3                  | 1                  | 54    | 9     | 7       |
| Internacional | 2021      | 33                  | 11                  | 7                   | 2                | 0                | 0                | 8                           | 1                           | 0                           | 11                 | 3                  | 3                  | 54    | 15    | 10      |
| Internacional | 2022      | 20                  | 5                   | 3                   | 1                | 0                | 0                | 10                          | 3                           | 1                           | 12                 | 1                  | 1                  | 43    | 9     | 5       |
| Internacional | Total     | 180                 | 23                  | 25                  | 22               | 4                | 1                | 35                          | 2                           | 0                           | 58                 | 6                  | 5                  | 295   | 46    | 33      |
| Total         | Total     | 353                 | 28                  | 39                  | 34               | 5                | 1                | 48                          | 3                           | 2                           | 132                | 9                  | 5                  | 566   | 55    | 47      |

- a. ^ Jogos da Copa do Brasil e Coppa Italia
- b. ^ Jogos da Copa Libertadores e Recopa Sul-Americana
- c. ^ Jogos do Campeonato Paulista, Copa do Mundo de Clubes da FIFA, Torneios Amistosos

### Seleção Brasileira
Abaixo estão listados todos os jogos, gols e assistências do futebolista pela Seleção Brasileira.
| Ano               | Qualificação Mundial | Qualificação Mundial | Qualificação Mundial |
| Ano               | Jogos                | Gols                 | Assist.              |
| ----------------- | -------------------- | -------------------- | -------------------- |
| 2021              | 2                    | 0                    | 0                    |
| Total na carreira | 2                    | 0                    | 0                    |

## Títulos
Caxias
- Campeonato do Interior Gaúcho: 2010

Corinthians
- Campeonato Brasileiro: 2011
- Copa Libertadores da América: 2012
- Copa do Mundo de Clubes da FIFA: 2012
- Campeonato Paulista: 2013
- Recopa Sul-Americana: 2013

Atlético Mineiro
- Campeonato mineiro: 2023 e 2024

Grêmio
- Recopa Gaúcha: 2025

### Prêmios individuais
- Seleção do Campeonato Gaúcho: 2011, 2019, 2020 e 2021
- Prêmio Bola de Prata Placar/ESPN: 2020 e 2021
- Prêmio Craque do Brasileirão: 2020[28] e 2021
- Troféu Mesa Redonda: 2020